# Церква Різдва Пресвятої Богородиці (Боричівка)
Церква Різдва Пресвятої Богородиці в Боричівці — парафія і храм греко-католицької громади Теребовлянського деканату Тернопільсько-Зборівської архієпархії Української греко-католицької церкви в селі Боричівка Тернопільського району Тернопільської области.

## Історія церкви
До 1894 року парафія була дочірньою до Теребовлянської греко-католицької парафії. Коли в 1894 році в селі збудували власний храм, вона стала самостійною і залишалася в лоні УГКЦ до 1946 року. У радянський період влада закрила церкву, і віряни були змушені ходити до православної церкви в місті Теребовля. З 1990 року парафія і храм знову повернулися до УГКЦ.
У катакомбні часи УГКЦ парафіяни отримували духовну опіку від підпільних священників.
У 2001 році єпископ Михаїл Сабрига освятив храм. Також у червні 2001 року владика Михаїл Сабрига здійснив візитацію парафії. При ній діє Марійська дружина. На території парафії встановлено фігуру Ісуса Христа та капличку Матері Божої.

## Парохи
- о. Михайло Бочан (з 1990).